# 1929 في العراق
فيما يلي قوائم الأحداث التي وقعت خلال عام 1929 في العراق.

## سياسة

### تعيين في المنصب
- 28 أبريل – توفيق السويدي رئيس وزراء العراق.

### انتهاء فترة المنصب
- 19 سبتمبر – توفيق السويدي رئيس وزراء العراق.

## مواليد

### يناير
- 1 يناير – عبد الحميد الرشودي كاتب وأديب ومؤرخ ومؤلف عراقي.
- 1 يناير – نعيم جلعادي

### أبريل
- 5 أبريل – عصمت كتاني دبلوماسي عراقي.
- 20 أبريل – محمد غني حكمت
- 28 أبريل – شاذل طاقة دبلوماسي عراقي.

### أكتوبر
- 26 أكتوبر – عبد العزيز الطباطبائي كاتب إيراني.

## وفيات

### يونيو
- 16 يونيو – طالب النقيب (مواليد 1862)

### نوفمبر
- 13 نوفمبر – عبد المحسن السعدون (مواليد 1879) سياسي عراقي.